# Dendromecon rigida
Dendromecon rigida är en vallmoväxtart. Dendromecon rigida ingår i släktet Dendromecon och familjen vallmoväxter.

## Underarter
Arten delas in i följande underarter:
- D. r. rhamnoides
- D. r. rigida

## Bildgalleri

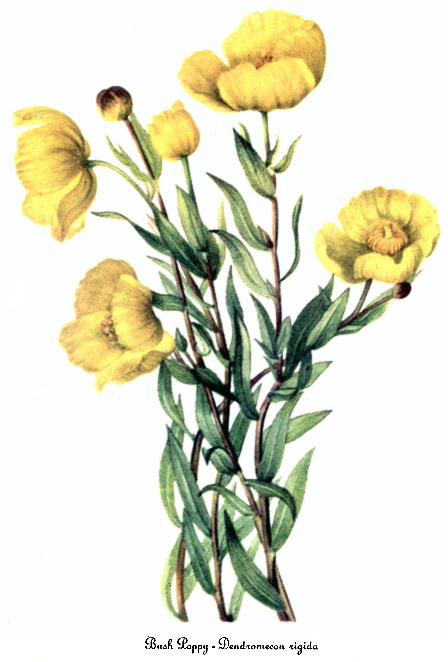